# María Elena Marqués
María Elena Marqués Rangel (Ciutat de Mèxic, 14 de desembre de 1925-Ib., 11 de novembre del 2008) va ser una actriu i cantant mexicana.

## Biografia i carrera
Va néixer el 14 de desembre de 1926 a la Ciutat de Mèxic. El director de cinema Fernando de Fuentes, que era el seu veí, va ser qui la va descobrir artísticament i va convèncer als seus pares perquè la deixessin fer una prova.
La seva primera pel·lícula va ser Dos corazones y un tango (1942) on va actuar al costat del tanguero argentí Andrés Falgás. En 1943, va passar a treballar a Doña Bárbara al costat de María Félix.
Va actuar en més de cinquanta pel·lícules en una trajectòria artística de tres dècades (es va retirar a fins dels anys 70), treballant al costat d'altres grans figures com Jorge Negrete, Cantinflas, Arturo de Córdova, Pedro Infante i Pedro Armendáriz. Va actuar en Hollywood, en les pel·lícules Across the Wide Missouri i Ambush at Tomahawk Gap, al costat de Clark Gable i John Derek respectivament

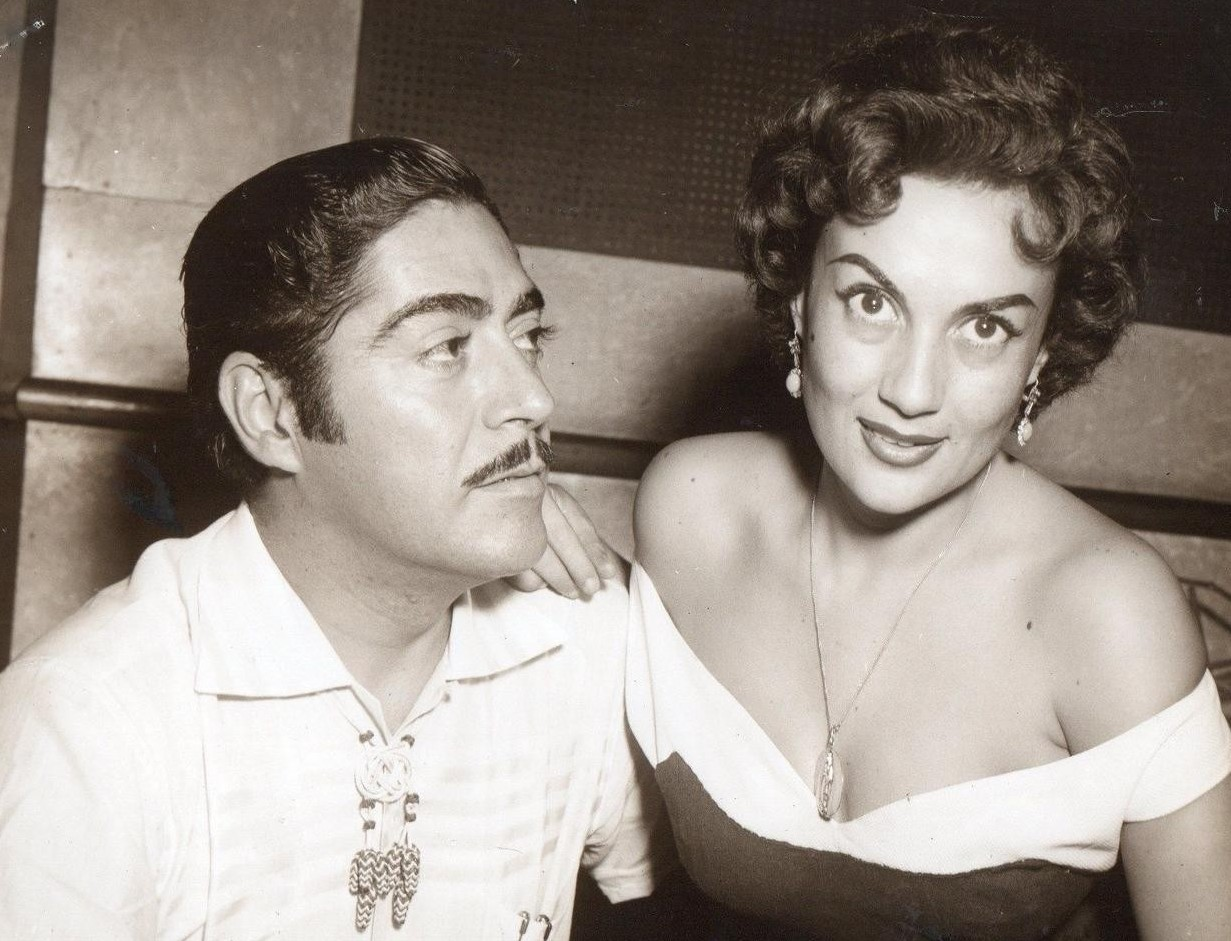
Marqués al costat de Luis Aguilar el 1955.

Com a cantant, va gravar cançons ranxeres i huapangos, com a «Cartas marcadas», «Échame a mí la culpa», «El aguacero», «Grítenme piedras del campo», «La cigarra», «La noche de mi mal», «La Panchita», «Tres consejos» i «Tú, solo tú», acompanyada pel Mariachi Santana i el Trío Tamaulipeco.
També va treballar a televisió, actuant en una gran quantitat de telenovel·les i unitaris.
Quan se li va consultar pel motiu del seu retir, ella va dir:
| « | «Per por del sexe i a la violència en les pel·lícules. Jo em vaig retirar molt maca i Arielada, per això mateix no m'agradaria tornar. Un neix amb la bellesa que Déu li dona i mor amb la que un mereix.» | » |

Incursionó en política, sent diputada federal pel Partit Revolucionari Institucional en la dècada dels 70 i presidenta de l'àrea de Jubilacions de l'Asociación Nacional de Actores (ANDA). Aquest últim càrrec l'ocupava al moment de morir.

## Vida personal
Es va casar amb el també actor Miguel Torruco, durant un breu matrimoni que va culminar pel decés d'aquest en 1956. Va tenir dos fills, Marisela i Miguel Torruco Marqués.

## Mort
Va morir l'11 de novembre de 2008, víctima d'una aturada cardíaca.

## Filmografia

### Cinema
- El testamento (1981)
- El jardín de los cerezos (1978)
- Entre dos amores (1972)
- Las bestias jóvenes (1970)
- Una noche bajo la tormenta (1969)

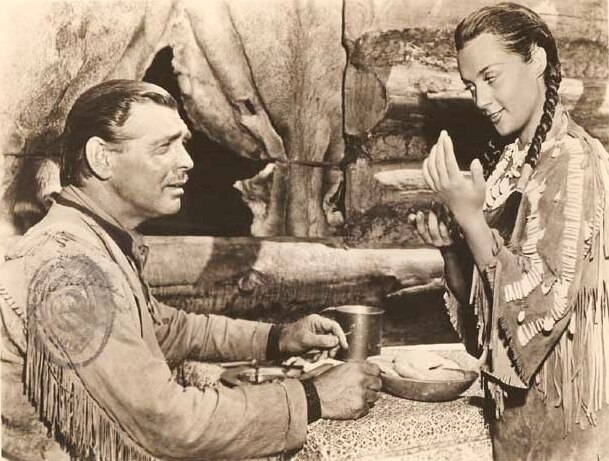
Marqués amb Clark Gable a Across the Wide Missouri (1951).

- Valentín Armienta el vengador (1969)
- Los ángeles de Puebla (1968)
- ¿Qué haremos con papá? (1966)
- Pueblito (1962)
- Paraíso escondido (1962)
- La llorona (1960)
- Melodías inolvidables (1959)
- A media luz los tres (1958)
- Las manzanas de Dorotea (1957)
- Así era Pancho Villa (1957)
- Pulgarcito (1957)
- Maternidad imposible (1955)
- Historia de un abrigo de mink (1955)
- ¿Mujer... o fiera? (1954)
- La mujer que se vendió (1954)
- El joven Juárez (1954)
- Borrasca en las almas (1954)
- Reportaje (1953)
- ¡Lo que no se puede perdonar! (1953)
- Ambush at Tomahawk Gap (1953)
- Canción de cuna (1953)
- Tal para cual (1953)
- Cuando levanta la niebla (1952)
- El marido de mi novia (1951)
- Across the Wide Missouri (1951)
- Vuelva el sábado (1951)
- La malcasada (1950)
- La edad peligrosa (1950)
- Gemma (1950)
- La Negra Angustias (1950)
- Yo quiero ser mala (1950)
- El casado casa quiere (1948)
- La novia del mar (1948)
- Carita de cielo (1947)
- La perla (1947)
- Las colegialas (1946)
- Rosa del Caribe (1946)
- Las cinco advertencias de Satanás (1945)
- La pajarera (1945)
- Capullito de alhelí (1945)
- Me he de comer esa tuna (1945)
- Me ha besado un hombre (1944)
- La trepadora (1944)
- Las dos huérfanas (1944)
- El rebelde (Romance de antaño) (1943)
- Doña Bárbara
- Romeo y Julieta (1943)
- Cinco fueron escogidos (1943)
- La razón de la culpa (1943)
- ¡Así se quiere en Jalisco! (1942)
- Dos corazones y un tango (1942)

### Televisió
- El honorable señor Valdez (1973)
- El carruaje (1972)
- Historia de un amor (1971)
- Lo que no fue (1969)
- Duelo de pasiones (1968)
- Angustia del pasado (1967)
- Amor y orgullo (1966)
- México 1900 (1964)
- La mesera (1963)
- Las momias de Guanajuato (1962)
- Un amor en la sombra (1960)

## Premis
- Globus d’Or.[2]
- Premi a la millor actriu en la Biennal de Venècia, per La perla (1946).[2]
- Premii "Diosa de plata" de l’ Asociación Mexicana de Periodistas de Cine, por sus contribuciones al cine mexicano (2002).
- Nominada al Premi Ariel el 1948 com Millor Actriu per La perla
- Nominada al Premi Ariel el 1978 com Millor Actriu per El jardín de los cerezos